# 臺灣醫界聯盟基金會
財團法人臺灣醫界聯盟基金會（Foundation of Medical Professionals Alliance in Taiwan），簡稱臺灣醫界聯盟、FMPAT，1992年3月1日由中央研究院院士李鎮源創立，總部位於臺北市中正區仁愛路一段4號3樓（愛林大廈）。
臺灣醫界聯盟以下列三項活動為主軸：
1. 社會運動
2. 衛生外交
3. 醫藥專業訓練

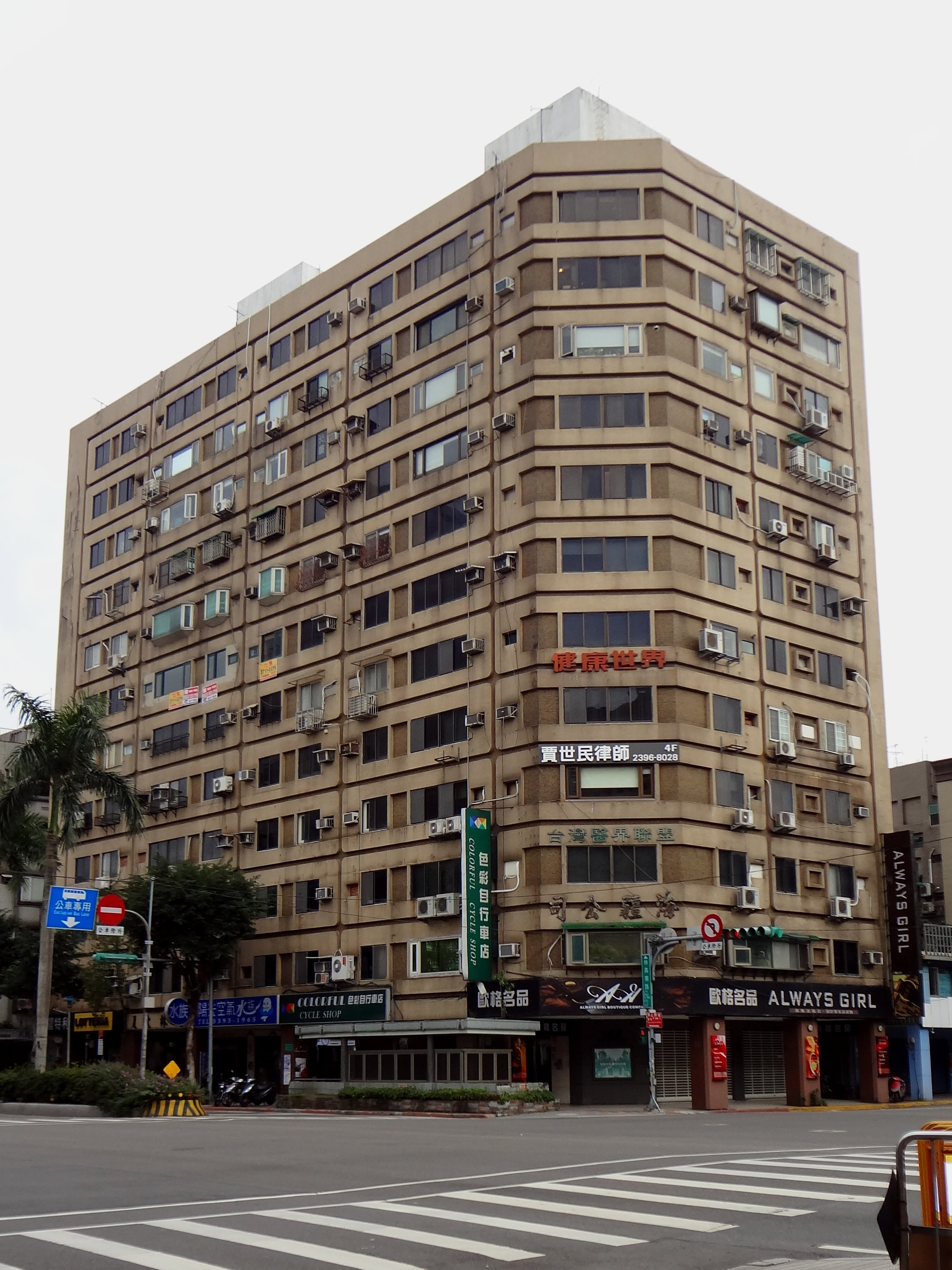
台灣醫界聯盟總部位於愛林大廈3樓

2016年3月28日，台灣醫界聯盟舉辦記者會，呼籲馬英九政府基於人權，特赦前總統陳水扁。